# Jonathan Janson
Jonathan Janson (Chelsea, Londres, 5 d'octubre de 1930―29 de novembre de 2015) va ser un regatista britànic olímpic.

## Biografia
Va debutar en els Jocs Olímpics de Melbourne de 1956 en vela en la modalitat Dragon, i després de set regates, al costat del timoner Graham Mann i Ronald Backus, va aconseguir la medalla de bronze després de Suècia i Dinamarca, que van aconseguir la medalla d'or i la de plata respectivament. També va participar en els Jocs Olímpics de Roma de 1960, encara que aquesta vegada solament va aconseguir ser setè.
Va morir el 29 de novembre de 2015 als 85 anys.

## Palmarès internacional
| Any  | Esdeveniment  | Lloc                   | Posat | Categoria |
| ---- | ------------- | ---------------------- | ----- | --------- |
| 1956 | Jocs Olímpics | Melbourne ( Austràlia) |       | Dragon    |